# Trigonia sericea
Trigonia sericea là một loài thực vật có hoa trong họ Trigoniaceae. Loài này được Kunth miêu tả khoa học đầu tiên năm 1822.